# Tornimparte
Tornimparte – miejscowość i gmina we Włoszech, w regionie Abruzja, w prowincji L’Aquila.
Według danych na rok 2004 gminę zamieszkiwało 2958 osób, 45,5 os./km².